# Cefalium

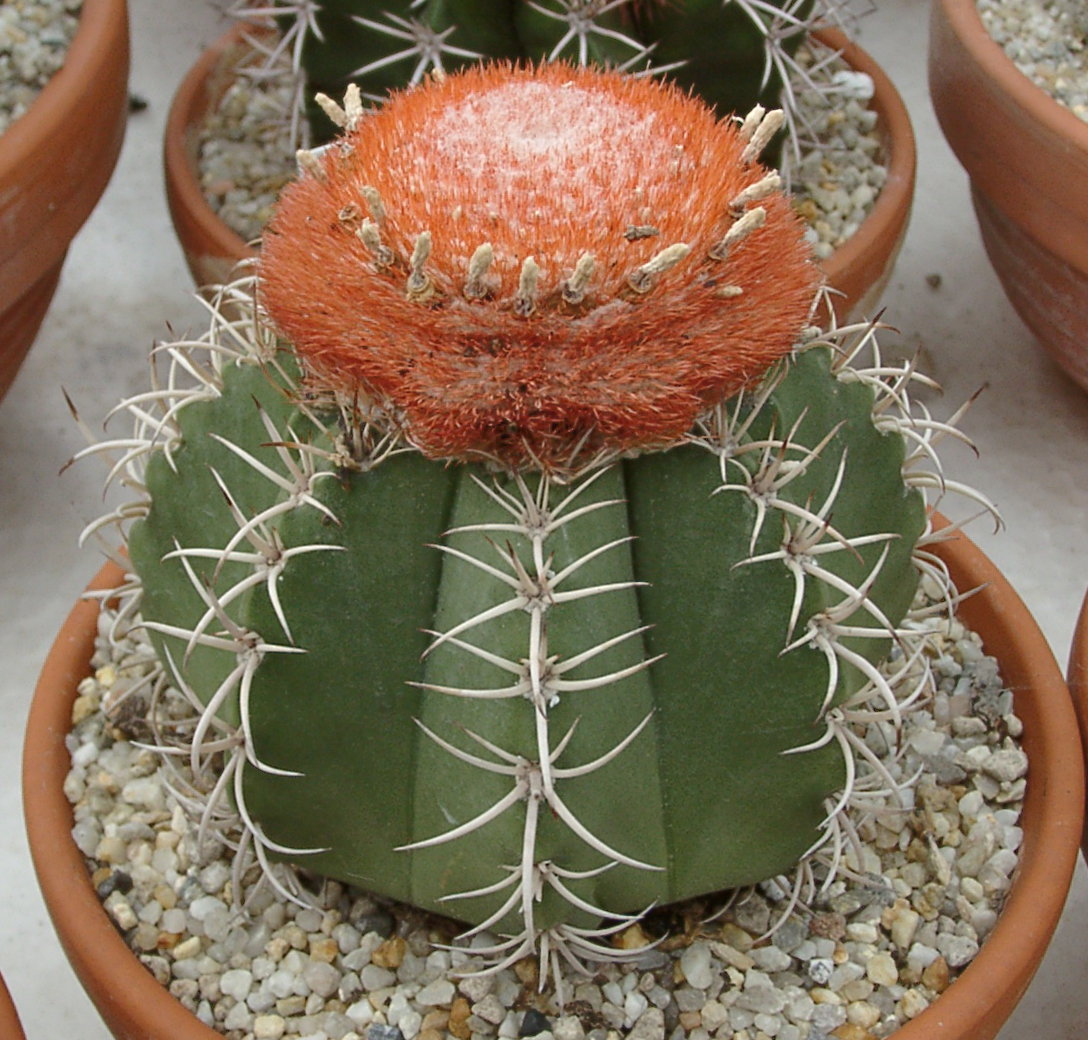
Cefalium u Melocactus matanzanus.

Cefalium (łac. cephalium) – twór występujący na wierzchołkach pędów niektórych przedstawicieli rodziny kaktusowatych, z którego wyrastają kwiaty. Wyraźnie różni się wyglądem od reszty rośliny, nie przeprowadza fotosyntezy. Jest to przekształcony pęd z gęsto skupionymi areolami pozbawionymi cierni. Z areoli wyrastają tylko szczecinki i wełniste włoski, które tworzą czasem gęstą okrywę. 
Cefalium może być płaskie, wypukłe lub kolumnowe, osadzone na szczycie lub boku pędu. Wykształca się u kaktusów, które osiągnęły określony wiek i rozmiar, a jego pojawienie wiąże się często ze zmianą dalszego tempa wzrostu rośliny.
Szczytowe cefalium wykształca się np. u przedstawicieli rodzaju Discocactus i Melocactus. Może rosnąć przez kolejne lata i osiągać znaczne rozmiary (np. u Melocactus matanzanus). Ten sam rodzaj cefalium pojawia się u przedstawicieli rodzaju Backebergia (włączonego do rodzaju Pachycereus). U tych wysokich kolumnowych kaktusów o rozgałęzionych łodygach po wykształceniu cefalium następuje zahamowanie wzrostu poszczególnych pędów, bez wpływu na pozostałe. Po kilku latach cefalium odpada i w jego miejsce wyrasta kolejny odcinek łodygi.
U przedstawicieli rodzaju Arrojadoa cefalium wykształca się na szczycie pędu, ale w następnym sezonie przerasta przez nie kolejny odcinek łodygi.
Cefalium boczne pozwala na ciągły, niezahamowany wzrost rośliny (rodzaje: Espostoa, Coleocephalocereus, Facheiroa, Micranthocereus). Powstaje na szczycie pędu, ale tylko z jednej strony. Dzięki temu w trakcie wzrostu łodygi tylko kilka żeber przybiera postać cefalium, zaś reszta może prowadzić fotosyntezę i odżywiać roślinę. 
Pseudocefalia to podobne twory, występujące na bokach łodyg kaktusów, w pobliżu szczytu pędu. Powstają z przekształcenia zwykłych areoli. Spotykane m.in. u przedstawicieli rodzaju Cleistocactus.

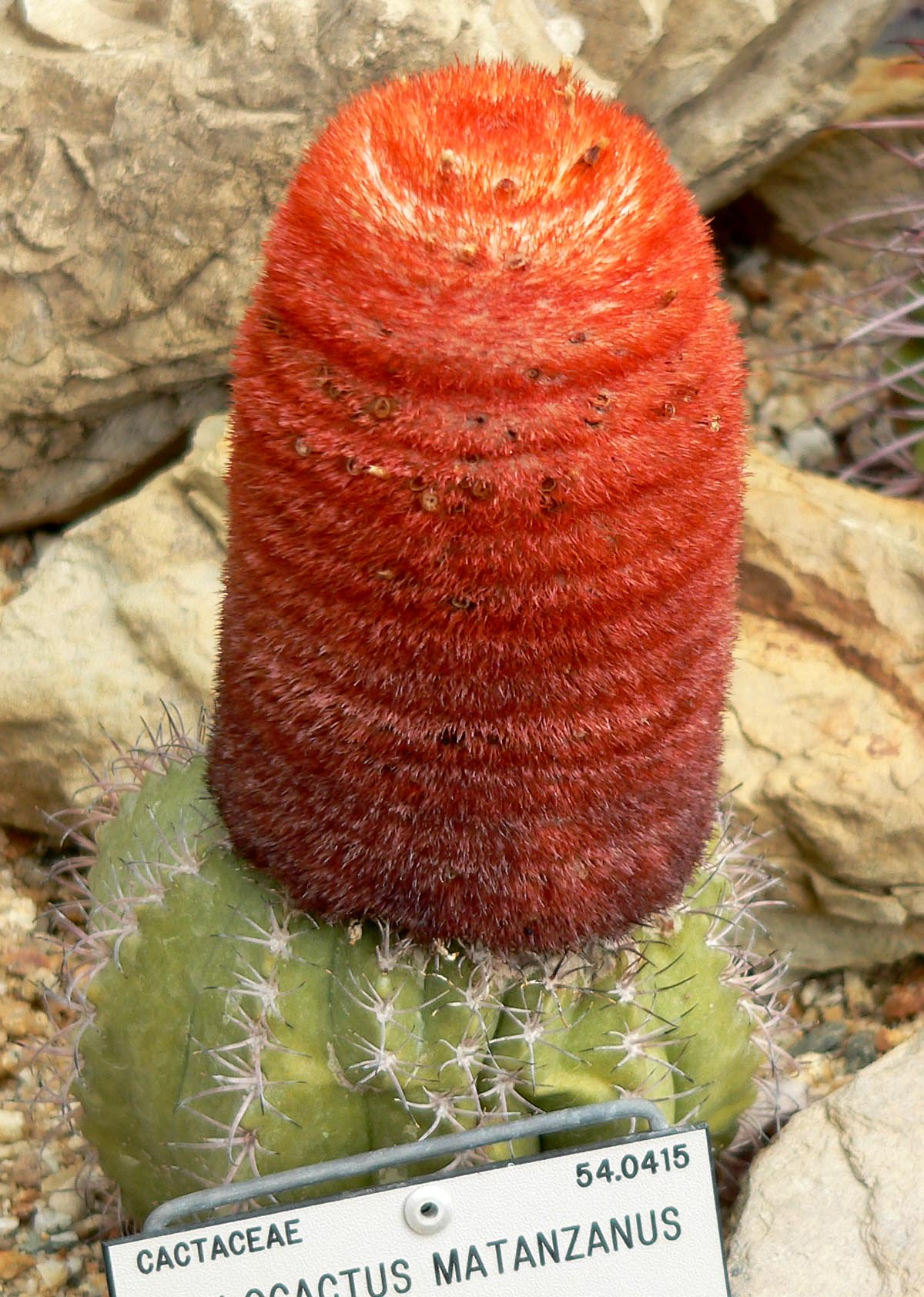
Szczytowe cefalium u Melocactus matanzanus
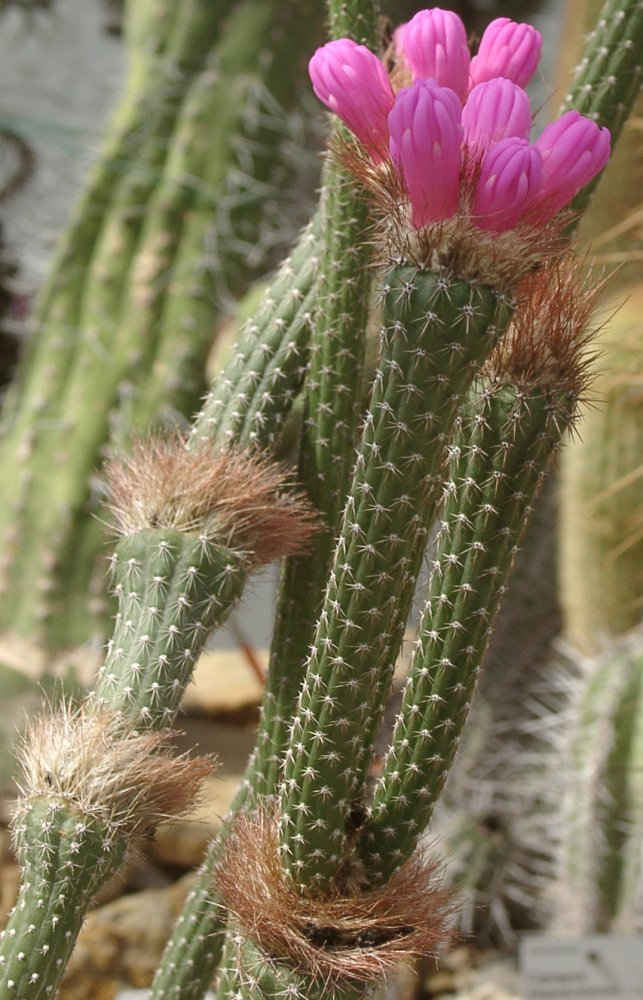
Cefalium u Arrojadoa penicillata
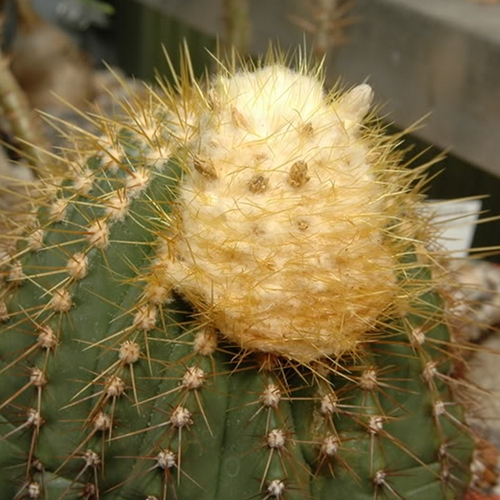
Cefalium boczne u Coleocephalocereus aureus
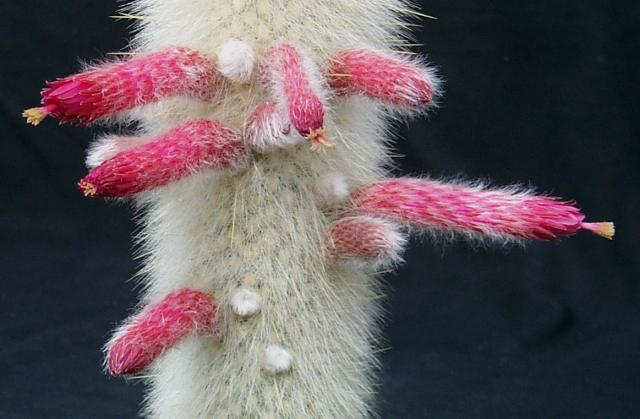
Pseudocefalia u Cleistocactus strausii